# De Smet (Dél-Dakota)
De Smet település az Amerikai Egyesült Államok Dél-Dakota államában, Kingsbury megyében, melynek megyeszékhelye is. Lakosainak száma 1056 fő (2020. április 1.).

## Népesség
A település népességének változása:

| 2010 | 1 089 |
| 2020 | 1 056 |